# Arytaina virgina
Arytaina virgina är en insektsart som beskrevs av Caldwell 1944. Arytaina virgina ingår i släktet Arytaina och familjen rundbladloppor. Inga underarter finns listade i Catalogue of Life.